# Antica falegnameria
L'antica falegnameria è un complesso musealizzato situato a Massa Marittima (GR).

## Storia
La bottega-museo viene allestita nel 1990 quando il Comune di Massa Marittima acquista gli strumenti e i macchinari originali della falegnameria della famiglia Forgeschi di Gerfalco, nel comune di Montieri, con l'intenzione di ricreare fedelmente l'ambiente tipo della storica falegnameria maremmana. Sin dalla fine del XIX secolo, infatti, la famiglia Forgeschi ha continuato a portare avanti la bottega per cinque generazioni successive, fino appunto al 1990, anno in cui l'ultimo discendente decide di chiudere la falegnameria e trasferirla, grazie all'acquisto da parte del Comune, nel centro di Massa Marittima per renderla un museo fruibile ai visitatori.
Dopo essere rimasta chiusa per diversi anni, ha riaperto nel 2015 in seguito ad un restauro.